# Oluf Kolsrud
Nils Oluf Kolsrud (født 7. juli 1885 i Østre Toten, død 17. juni 1945) var en norsk professor i kirkehistorie med vægt på norsk kirkehistorie. 